# Yeste (Albacete)
Yeste ist ein Ort und eine aus dem Hauptort sowie mehreren Weilern (pedanías) und Einzelgehöften (fincas) bestehende Gemeinde (municipio) mit 2.509 Einwohnern (Stand: 2024) im Südwesten der Provinz Albacete in der autonomen Region Kastilien-La Mancha. Die neben Yeste zur Gemeinde gehörenden Ortschaften sind Alcantarilla, Arguellite, Fuentes, Góntar, Graya, Jartos, Moropeche, Paúles, Rala, Raspilla, Sege, Tindavar und Tus..

## Lage und Klima
Yeste liegt inmitten der Berglandschaft der Sierra de Alcaraz ca. 75 km (Fahrtstrecke) südsüdwestlich der Provinzhauptstadt Albacete in einer Höhe von ca. 875 m. Im Winter ist das Klima wegen der Höhenlage durchaus kühl, im Sommer dagegen warm; die geringen Niederschlagsmengen (ca. 430 mm/Jahr) fallen – mit Ausnahme der nahezu regenlosen Sommermonate – verteilt übers ganze Jahr.

## Bevölkerungsentwicklung
| Jahr      | 1970 | 1981 | 1991 | 2001 | 2011 | 2021 |
| Einwohner | 7787 | 5542 | 5025 | 4157 | 3268 | 2567 |

## Sehenswürdigkeiten
- Reste der Festung von Yeste
- Kirche Mariä Himmelfahrt
- Franziskanerkonvent
- La Vicaria-Bogenbrücke, 2007 eröffnet, 260 Meter Länge (Spannweite 168 Meter)

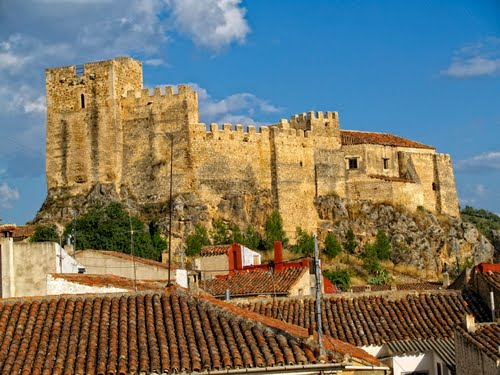
Festung von Yeste
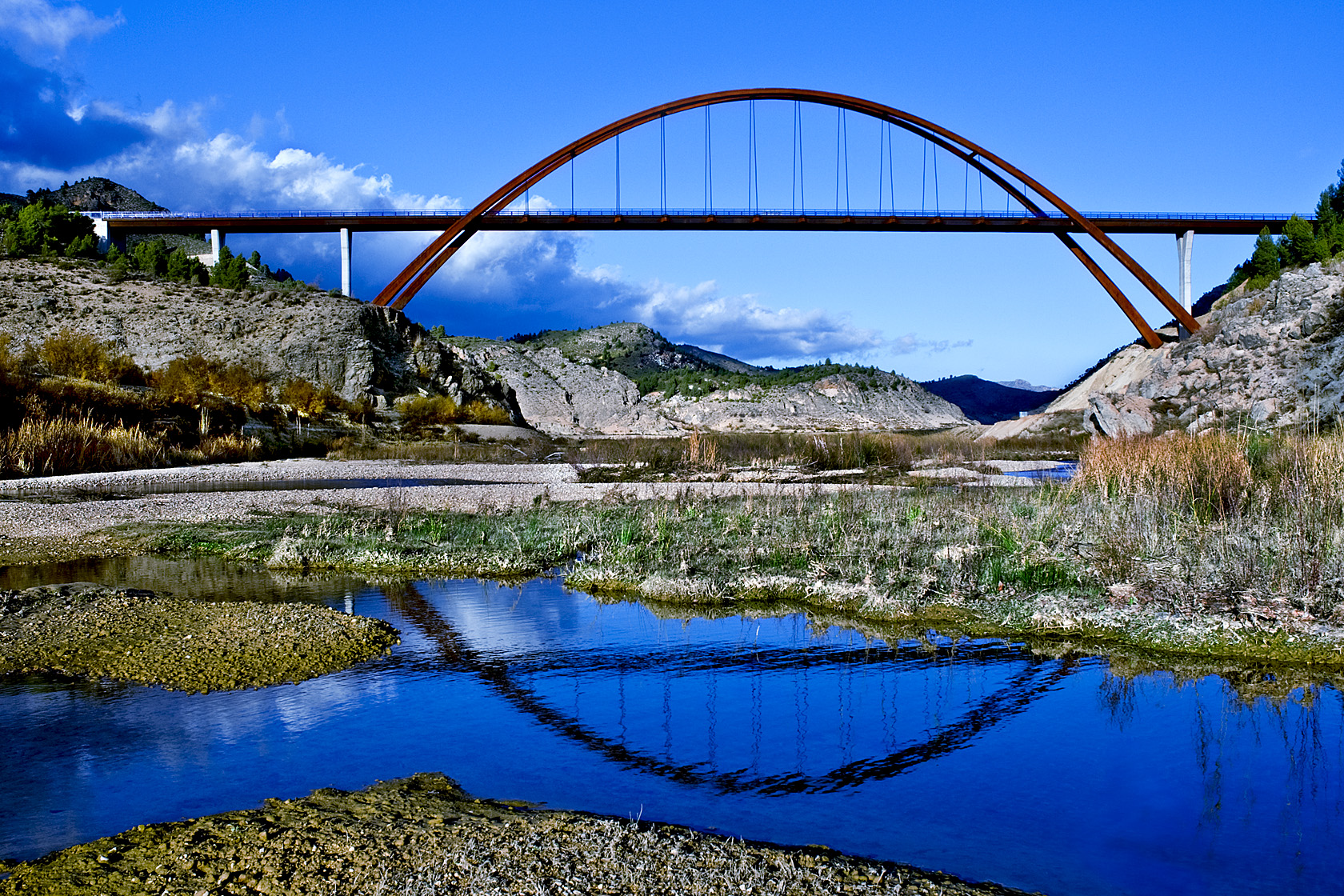
La Vicaria-Brücke